# Diario constitucional, político y mercantil de Barcelona
El Diario constitucional, político y mercantil de Barcelona va ser un diari editat a Barcelona durant els anys del Trienni Liberal (1820 - 1823) sense interrupció. Fins el número 50 del diari, aquest es coneixia com Diario constitucional de Barcelona. També es coneixia com Diario de Dorca perquè s'imprimia a la “Impremta Nacional del Gobierno por Juan Dorca”.

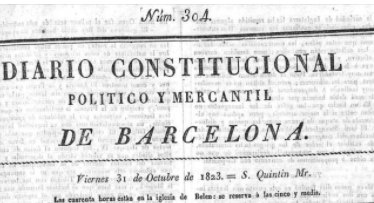
La capçalera de l’última edició del Diario Constitucional, Político y Mercantil de Barcelona

| Lloc de publicació | Barcelona                         |
| Fundació           | 13 de març 1820                   |
| Dissolució         | 31 d'octubre 1823                 |
| Fundador           | Juan Dorca                        |
| Productor          | Ateneu Barcelonès                 |
| Llengua            | Castellà                          |
| Periodicitat       | Diària                            |
| Preu               | ---                               |
| Tipus de contingut | Informació política               |
| Ideología política | Liberal progresistaProcatalanista |
| Descripció física  | 4 pàgines; 30 x 20 cm             |

## Naixement
Juan Dorca va fundar el diari perquè, amb l’arribada del Trienni Liberal, no existien mitjans de comunicació que seguissin una línia liberal i, ara que semblava que el liberalisme seguiria endavant, doncs es volia fundar un. Dorca va ser dels primers en fer-ho amb aquest diari.

### Fragment de l'editorial fundacional
“Las proclamas que incluimos en este periódico son la mejor historia de los sucesos ocurridos en esta heroica Ciudad y en los demás pueblos de la Província desde el diez del corriente; sin embargo debemos advertir, para admiración y conocimiento de todos los políticos de Europa, que la gloriosa insurrección de Cataluña es el fruto de la madurez y del largo sufrimiento de seis años, sin que hayan intervenido en esta reacción social ni conspiradores, ni agentes ni más medios de la explosión simultánea de la opinión.”

## Història
Durant els tres anys que el diari va existir, no va rebre cap suspensió i, per tant, va poder ser publicat diàriament de manera ininterrompuda.
No és un diari que acostumés a tenir suplements, però el 9 de març de 1821 en va tenir un, que contenia una notícia del diari El Universal datada a Madrid el 3 de març de 1821.
Les dues edicions més destacables són la del 13 de març de 1820, pel fet de ser la primera, i la del 31 d’octubre de 1823, la número 304 de 1823, que va ser l’última.

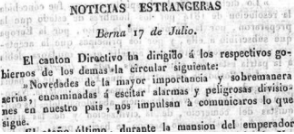
Primer paràgraf de l’última edició del diari

### Seccions
Malgrat una organització dubitativa al principi, el diari va adoptar una estructura semblant a la d'altres diaris de l'època: «Papeles extranjeros», «Noticias de la Península», «Noticias de Cataluña», juntament amb una secció oberta a l'opinió pública i algunes poesies circumstancials que apareixien sota la rúbrica de «Variedades» van constituir les seccions que estructuraven les seves quatre pàgines. Unes notes breus que anunciaven la cartellera posen de manifest la importància que la redacció va atorgar a la vida teatral.

## Dissolució
No hi ha una raó oficial, però, pel context, es pot entendre que va ser per la fi del Trienni Liberal i l’arribada de la Dècada Ominosa. Una etapa en la qual hi havia menys llibertats i hi havia repressió cap als sectors liberals. Aquest diari també afirma ja una voluntat de representar una forma de diferenciació respecte de la resta d'Espanya i de despertar en els seus lectors uns sentiments i una connivència emocional pro catalans, fet que també va afavorir a la repressió.

## Relació de directors, redactors i col·laboradors

### Director
| Juan Dorca | 1820 - 1823 |

### Redactors col·laboradors (pseudònim)
| Ramón López Soler (Lopecio)                | 1820-1823 |
| ------------------------------------------ | --------- |
| Francisco Altés Gurena (Selta Rúnega)      | 1820-1823 |
| Bonaventura Carles Aribau (Ubarisso)       | 1820-1823 |
| Joan Larios de Medrano (Martilo Faventino) | 1820-1823 |